# Rue des Rondonneaux
La rue des Rondonneaux est une voie du 20e arrondissement de Paris, en France.

## Situation et accès
La rue des Rondonneaux est une voie publique située dans le 20e arrondissement de Paris. Elle débute au 227, rue des Pyrénées et se termine au 16, rue Émile-Landrin.

## Origine du nom

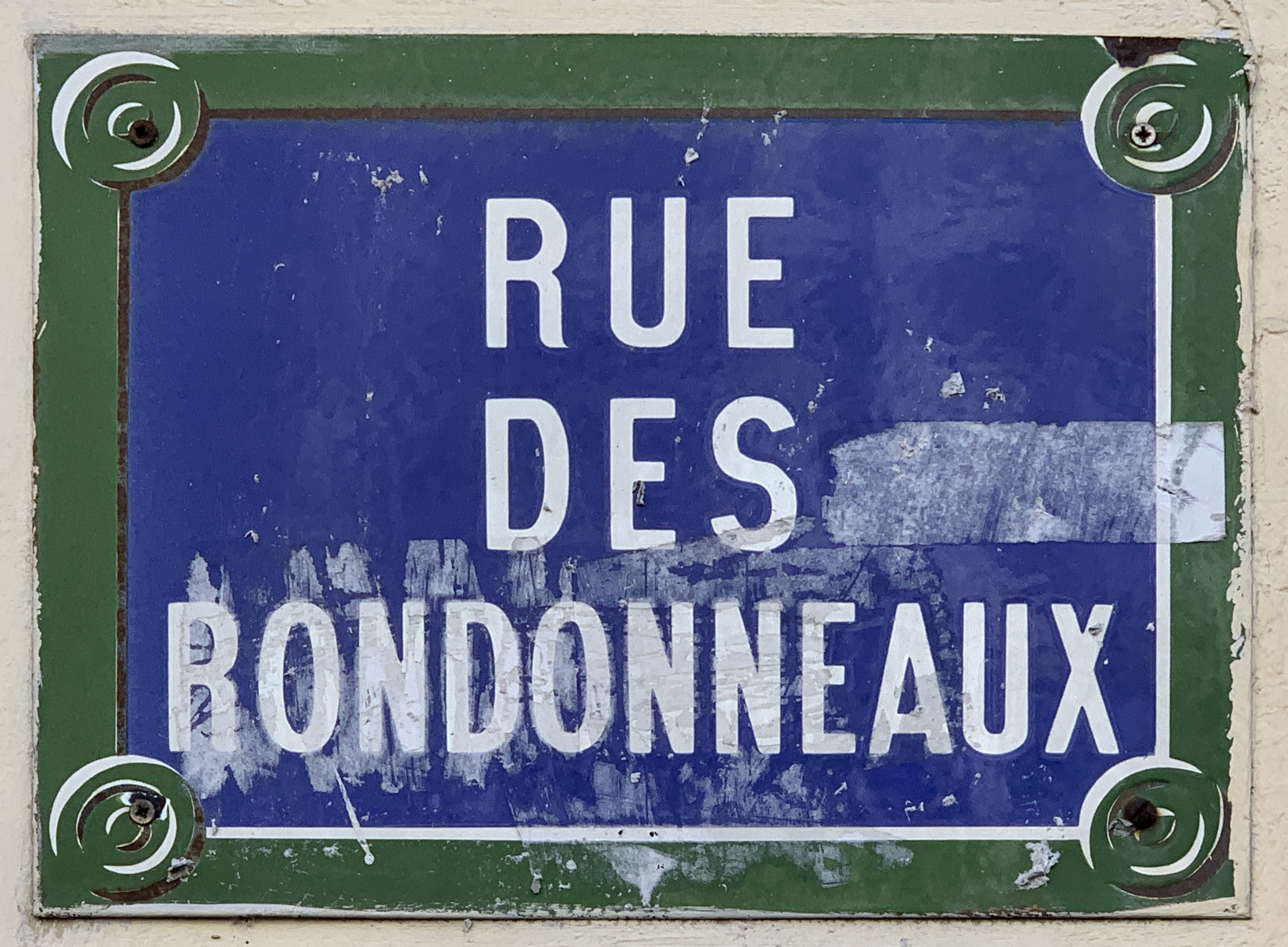
Plaque de la rue.

Elle porte le nom d'un lieu-dit. 

## Historique
Ce sentier rural de l'ancienne commune de Charonne, indiqué sur le plan cadastral de 1812, était à cette époque une partie du sentier du Centre de la Cour-des-Noues.
Devenue « rue des Audriettes », la voie est classée dans la voirie parisienne par le décret du 23 mai 1863 avant de prendre sa dénomination actuelle par un arrêté du 31 août 1880.